# 7796 Járacimrman
7796 Járacimrman è un asteroide della fascia principale del diametro medio di circa 12,54 km. Scoperto nel 1996, presenta un'orbita caratterizzata da un semiasse maggiore pari a 2,6639353 UA e da un'eccentricità di 0,1438432, inclinata di 12,80637° rispetto all'eclittica.